# Wayne Mardle
 (décembre 2023).
Si vous disposez d'ouvrages ou d'articles de référence ou si vous connaissez des sites web de qualité traitant du thème abordé ici, merci de compléter l'article en donnant les références utiles à sa vérifiabilité et en les liant à la section « Notes et références ».
Wayne Mardle (né le 10 mai 1973 à Dagenham) est un ancien joueur de fléchettes professionnel anglais, aujourd'hui reconverti en commentateur pour la chaîne SkySports. Il est aussi connu sous le pseudonyme de "Hawaii 501" en raison de ses chemises hawaïennes.